# Краска
Кра́ска — село в Україні, у Ратнівській селищній громаді Ковельського району Волинської області. Населення становить 390 осіб.

## Історія
У селі діє церква Успіння Пресвятої Богородиці. Побудована вона 1783 року на кошти парафіян. Парафія Свято-Успенського Богородичного храму охоплює майже всіх жителів села Краска та села Лютка. Сільчани сповідують православну віру. Настоятель храму отець Олександр Сандер. Він проживає в селі Залюття Старовижівського району. Парафіяльна рада налічує 11 чоловік.
Хоч церква Успіня Пресвятої Богородиці, місце на побудову освячувалось на день Святої Анни. Даних, що тут раніше був храм, нема. Височіла церква на піщаному пагорбі над селом. Біля неї хоронять померлих і в наші дні. Храм має статус кладовищного. Тривалий час він належав до парафії с. Заліси. Обновлений майже повністю в 1870 році. Чудовий архітектурний вид старовинної культової споруди зберігся до наших днів. За розповіддю жительки села Теклі Микитівни Головійчук з 1933 по 1939 роки церкву захопили уніати. Православні таємно молились у звичайному сільському будинку. Під час Другої світової війни храм знову повернули православним християнам.
У 1961 році храм закрила тодішня влада. Цінні ікони і церковне начиння було пограбоване. Громаду зняли з державної реєстрації. Проте зберегло церкву від запланованого знищення її у 1979 році до реєстру пам'ятників архітектури. Через 10 років — 26 серпня 1989 року церкву відкрили, провівши значний обсяг робіт. Адже церква за довгі роки закриття стала напівзруйнована. Відбудовували церкву всією громадою, збираючи кошти всюди. На чолі всіх робіт були Іван Тусюк та Текля Головійчук.
Священиками у храмі були отець Дмитро, отець Микола (Ковтач), отець Петро (Кац), отець Валентин, ігумен Силуан (Лембей), отець Олег (Симонович), отець Василь (Хотинський). Нині — ієрей Олександр (Сандер), який прийняв парафію в серпні 2009 року.
Церковний хор очолює Лариса Тусюк. Активними хористами є Дарія Шпак, Олена Горох, Галина Тусюк, Катерина Євтушик, Василь Більчук та ін.
У першій половині 90-х років у Красці розпочато будівництво чоловічого скиту в ім'я Різдва Івана Предтечі. Однак через кілька років будівництво припинилось з благословення архієпископа Симона, майно розібрали і вивезли в Мільці, у Вербку та Низкиничі. Територія під скит була відведена за цвинтарем, у сосновому лісі. Силами парафіян, під керівництвом Івана Тусюка, був побудований житловий корпус на три келії, складське приміщення та кухню. Силами ченців (настоятеля скиту ігумена Сілуана, монаха Афанасія, послушника Євгенія та кількох послушників на випробувальний період) було побудоване господарське приміщення, де утримували худобу (кінь, дві корови, різна птиця). Нині залишились лише руїни та криниця.
Храм древній, тому й історія його складна. За 227 років існування церква перенесла великі поневіряння. Очевидці стверджують, що багато святинь після закриття було забрано в церкву села Заліси, деякі пограбовані та знищені. Досі збереглось Євангеліє 1912 року видання та кілька старовинних ікон. Серед них — ікона Пресвятої Богородиці, яка є пам'яткою культури. Вона була в центрі вівтаря і дивилась в обличчя парафіян. Та після реставрації церкви ікону перевісили в правий куток вівтаря, де її нікому не видно. Жителька села Текля Микитівна Головійчук розповідає, як їй уві сні явилась Богородиця, жаліючись на те, що стільки літ вона дивилась в вічі людям у храмі, а тепер нікого не бачить. Жінка намагалась переконати Івана Яковича Тусюка повісити ікону на попереднє місце, але він відмовився. Так і висить прекрасний образ, захований від людського ока. А жінка і досі бідкається про те, що не зуміла виконати волю Богородиці — повернутись на своє попереднє місце в вівтарі.
Ікона Святого Митрофана, що містить на собі в лівому куточку вгорі іконку ідентичної роботи Смоленської Пресвятої Богородиці. На ній видно сліди руйнації — місце схоже на забрані частинки тіла святого. Старовинне розп'яття на дереві, який дуже добре зберігся.
Зліва від вівтаря, на амвоні, висить велика старовинна ікона Святої Анни. Видно, подарована вона була на честь освячення місця під будівництво в день Святої Анни. Справа від вівтаря — ікона Спасителя. Написи не збереглись. Стиль виконання ікони різниться від ікони Святої Анни. Це є свідчення того, що виконувалась вона іншим митцем. Ікона написана олійними фарбами в поєднанні з художньою різьбою. У церкві є ще пам'ятка культури — великий дерев'яний хрест, який супроводжує і тепер наших поселян в останню дорогу.
Храм досі залишився в статусі кладовищного. До церкви належить приписна, перебудована 2008 року з каплиці, церква Казанської Богоматері села Лютка, відкриття якої відбулось 20 липня 2008 року.
12 червня 2020 року, відповідно до розпорядження Кабінету Міністрів України № 708-р «Про визначення адміністративних центрів та затвердження територій територіальних громад Волинської області», увійшло до складу Ратнівської селищної територіальної громади.
19 липня 2020 року, в результаті адміністративно-територіальної реформи та ліквідації Ратнівського району, село увійшло до новоутвореного Ковельського району.

## Населення
Згідно з переписом УРСР 1989 року чисельність наявного населення села становила 513 осіб, з яких 259 чоловіків та 254 жінки.
За переписом населення України 2001 року в селі мешкало 388 осіб. 100 % населення вказало своєю рідною мовою українську мову.